# Soganaclia viridisparsa
Soganaclia viridisparsa là một loài bướm đêm thuộc phân họ Arctiinae, họ Erebidae.